# 一元布尔代数
在抽象代数中，一元布尔代数是带有如下标识（signature）的代数结构
<A, ·, +, ', 0, 1, ∃> 有型 <2,2,1,0,0,1>，
这里的 <A, ·, +, ', 0, 1> 是布尔代数。
前缀一元算子 ∃ 指示存在量词，它满足恒等式：
1. ∃0 = 0
2. ∃x ≥ x
3. ∃(x + y) = ∃x + ∃y
4. ∃x∃y = ∃(x∃y).

∃x 是 x 的“存在闭包”。对偶于 ∃ 的是一元算子 ∀，它是全称量词，定义为 ∀x := (∃x' )'。 
一元布尔代数有对偶公式，取 ∀ 为原始，把 ∃ 定义为 ∃x := (∀x ' )' 。所以对偶的代数有标识 <A, ·, +, ', 0, 1, ∀>，带有 <A, ·, +, ', 0, 1> 是布尔代数。此外，∀ 满足上面恒等式的对偶版本：
1. ∀1 = 1
2. ∀x ≤ x
3. ∀(xy) = ∀x∀y
4. ∀x + ∀y = ∀(x + ∀y).

∀x 是 x 的“全称闭包”。

## 讨论
一元布尔代数与拓扑学有重要联系。如果 ∀ 被解释为拓扑学的内部算子，上面的（1）-（3）公理加上公理 ∀(∀x) = ∀x 建成了内部代数的公理。但是 ∀(∀x) = ∀x 不能从 (1)-(4) 来证明。此外，一元布尔代数的另一个可供选择的公理化组成自（重解释的）内部代数的公理加上 ∀(∀x)' = (∀x)' (Halmos 1962: 22)。所以一元布尔代数是半单纯的内部／闭包代数使得：
- 全称（对偶的存在）量词解释内部算子（闭包算子）;
- 所有开放（或闭合）元素也是闭开的。

一元布尔代数的更简洁的公理化是上述 (1) 和 (2) 加上 ∀(x∨∀y) = ∀x∨∀y (Halmos 1962: 21)。这个公理化模糊了与拓扑学的联系。
一元布尔代数形成了一个簇。它们对应一元谓词逻辑，而布尔代数对应于命题逻辑，而多元代数对应于一阶逻辑。Paul Halmos 在研究多元代数的时候发现了一元布尔代数；Halmos (1962) 再版了相关的论文。
一元布尔代数还与模态逻辑有重要联系。模态逻辑 S5，被看作 S4 中一个理论，是一元布尔代数的模型，如同模态逻辑 S4 是内部代数的模型。类似的，一元布尔代数为 S5 提供了代数语义。所以 S5-代数是一元布尔代数的同义词。

## 引用
- Paul Halmos，1962. Algebraic Logic. New York: Chelsea.
- ——and Steven Givant, 1998. Logic as Algebra. Mathematical Association of America.